# Andrzej Olejniczak

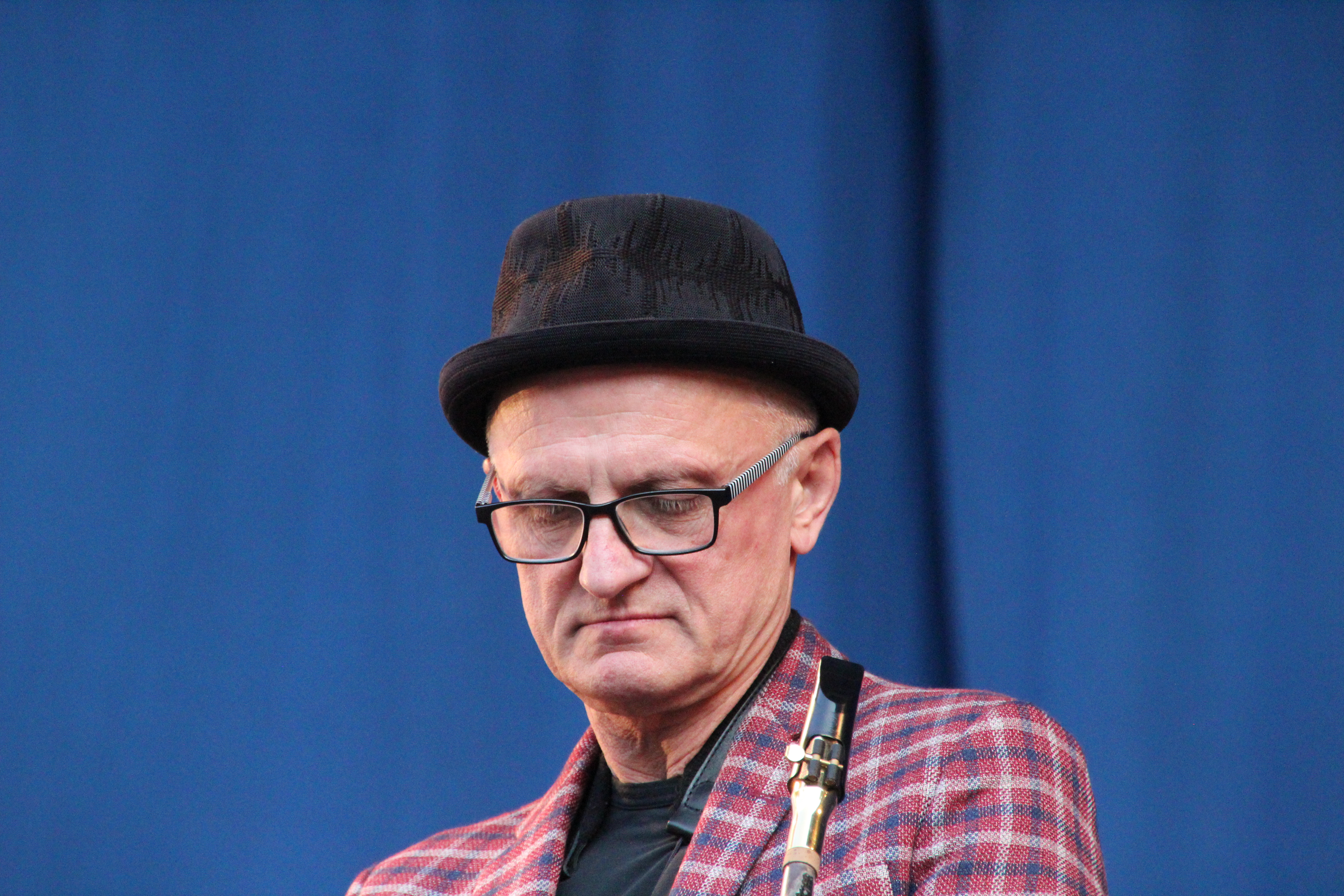
Andrzej Olejniczak (2018)

Andrzej Bolesław Olejniczak (* 17. Februar 1954 in Zduńska Wola) ist ein polnischer Jazzmusiker (Tenor- und Sopransaxophon), international bekannt vor allem durch seine Mitgliedschaft in der renommierten Jazzcombo String Connection und bei Susan Weinert W-O-W.

## Leben
Olejniczak wuchs in Łódź auf, wo er das Musik Gymnasium (Liceum Muzyczne) besuchte und später die Musikakademie (Akademia Muzyczna). Als Preisträger beim 13. Jazzstudenten Festival Jazz Nad Odrą kam sein Quintett Kwintet Andrzeja Olejniczaka mit seiner Komposition Oda Do Perkusji 1976 auf die Vinyl-LP XVI - Złota Tarka '76 - Jazz Nad Odrą '76. Er spielte in der Big Band Katowice.
Mit dem Fusion-Trio Extra Ball (mit Jarosław Śmietana g, Wojciech Groborz p) nahm er 1976 und 1977 je ein Album auf. Mit dem Kazimierz Jonkisz Quintet nahm er 1980 bei Polskie Nagrania Muza das Album Tiritaka auf. Mit String Connection nahm er in den frühen 1980ern mehrere Alben auf und zuletzt String Connection, 2012 erneut. 
Olejniczak lebt und arbeitet seit 1984 in der baskischen Stadt Bilbao in Nordspanien, wo er als freiberuflicher Musiker sowie Dozent an diversen spanischen Musikhochschulen tätig ist. Er tourt häufig in den USA, Kanada und Europa.
Auch mit der Klassik hatte er zuletzt Berührung: in Zusammenarbeit mit dem Polnischen Radio Orchester unter Krzesimir Dębski legte er 2014 das Album New Sax Concertos vor.

## Diskografische Hinweise

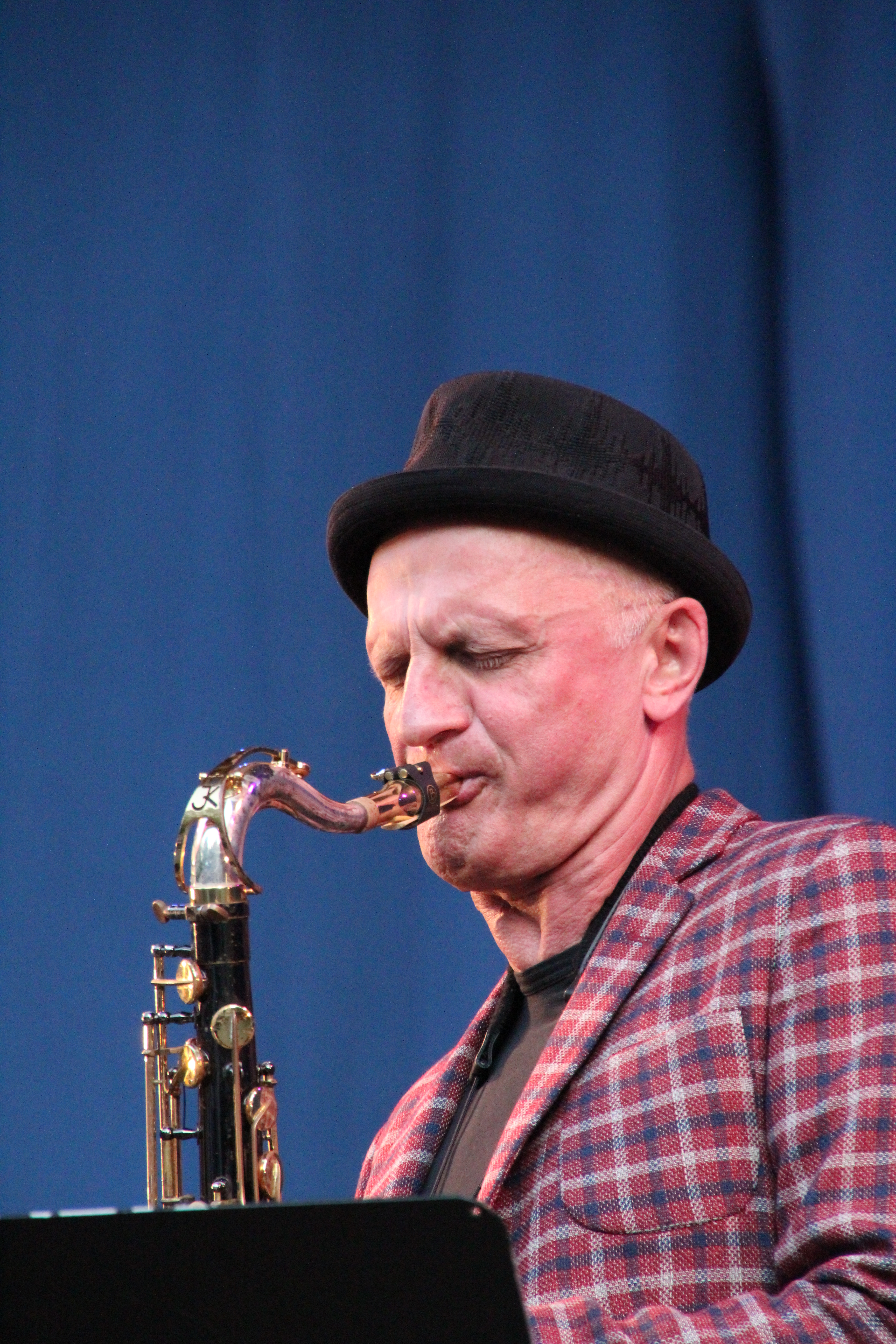
Andrzej Olejniczak (2018)

- Extra Ball: Birthday, LP, Polskie Nagrania Muza 1976; Reissue CD Polskie Radio, Polskie Nagrania Muza 2005.
- Extra Ball: Aquarium Live No. 3, LP, Poljazz 1977; Reissue CD Wydawnictwo Anex 2009.
- String Connection: Workoholic, LP, 1982; Reissue CD Wydawnictwo Anex 2010.
- String Connection: New Romantic Expectation, Album, Pronit 1983.
- Andrzej Olejniczak / Iñaki Salvador Quartet: Catch, Elkar 1994 (mit David Xirgu, Jordi Gaspar)
- Andrzej Olejniczak Quartet: Cycle Man, Satchmo Jazz 1999 (mit Albert Bover, Chris Higgins, David Xirgu)
- Blue Note Jazz Club Poznan. Birthday Live, 2003 (mit Leszek Możdżer, Olo Walicki, Cezary Konrad)
- Andrzej Olejniczak Quartet: Live at Altxerri, PSM Records 2004.
- Andrzej Olejniczak & Apertus String Quartet Different choice, Quadrant Records 2010.
- Birthday Live No.2, Album, Olejniczak / Sendecki European Quartet, 15 LAT 2013 (mit Laurent Vernerey, Mark Mondesir)
- New Sax Concertos (2014)[4] mit dem Polska Orkiestra Radiowa.

## Belege
1. 1 2  Susan Weinert - Global Players Quartett (Memento des Originals vom 28. Juni 2016 im Internet Archive)  Info: Der Archivlink wurde automatisch eingesetzt und noch nicht geprüft. Bitte prüfe Original- und Archivlink gemäß Anleitung und entferne dann diesen Hinweis., Kultursekretariat NRW Gütersloh
2. ↑  Laureaci XIII Studenckiego Festiwalu "Jazz Nad Odrą"
3. ↑  Concert in Terry Fox Theatre in Port Coquitlam March 23, 2012
4. 1 2  Andrzej Olejniczak - New Sax Concertos (2014), Rezension von Adam Baruch auf Polish Jazz, 10. Dezember 2014, abgerufen am 1. Juni 2015 (englisch)

| Personendaten    | Personendaten                                                         |
| ---------------- | --------------------------------------------------------------------- |
| NAME             | Olejniczak, Andrzej                                                   |
| ALTERNATIVNAMEN  | Olejniczak, Andrzej Bolesław (vollständiger Name); Olejniczak, Andres |
| KURZBESCHREIBUNG | polnischer Jazzmusiker (Tenor- und Sopransaxophon)                    |
| GEBURTSDATUM     | 17. Februar 1954                                                      |
| GEBURTSORT       | Zduńska Wola                                                          |